# Елешня-Вторая
Елешня-Вторая —  деревня в Медынском районе Калужской области России. Входит в муниципальное образование Сельское поселение «Деревня Романово».

## Название
Елешня (Алешня, Елошня) — река с заболоченной поймой, поросшей ольхой. Алешня — ныне безымянная малая речка, впадающая в Шаню в районе деревни Ивановское.

## География
Рядом — Елешня-Первая, Степановское и Дошино.

## История
В Атласе Калужского наместничества 1782 года территория, на которой сейчас находится деревня, обозначена как участок №3, принадлежавший Екатерине Кононовне Чемесовой, в который входили сельцо Юдино (Алешня тож), у верха Чубаровский и деревня Дошино на речке Медынке.
В XIX веке именовалась Малая Елешня. Рядом господский дом Елешня (54°57′56″ с. ш. 35°44′41″ в. д.).
В «Списке населённых мест Калужской губернии» по данным 1859 года упоминается владельческое сельцо Елешня в 7 верстах от Медыни в сторону Гжатска, с 22 дворами и 182 жителями.
После реформ 1861 года вошла в Романовскую волость. В «Списках…» 1897 года указаны деревня Елешня (Юдино) с 230 жителями в 3,5 верстах от Медыни и хутор Елешня в 6 верстах.
В « Списках…» 1914 года — деревни Елешня (Юдино) — Елешня с 252 жителями и Елешня (г. Розенберг) с 161 жителем.

### Родословная владельцев
- Оскар Васильевич фон Розенберг[7][источник не указан 1615 дней] (27.10.1818 — 03.11.1879),  гвардии полковник в отставке (с 1859), мировой посредник 2-го участка и гласный земского собрания Медыни[8]. Умер в селе Елешня. Похоронен в селе Пятница-Городня. В  1862 году  временнообязанные крестьяне О.В. фон Розенберга выкупают земельные наделы сельца Юдина(Елешни) и Маслово(Копылово)[9]
  - Сын — Николай Оскарович фон Розенберг (1852−1896) — гласный уездного земского собрания[10], умер в Медыни.
  - Отец — ротмистр Василий Васильевич фон Розенберг, участник морской экспедиции старшего адъютанта графа Ф. Г. Орлова в 1771 году.
  - Мать — Елизавета Евстафьевна фон Розенберг (Смиттен)[7], крестница императрицы Елизаветы.
    - Дядя по матери — Густав фон Смиттен (1793—1864).
    - Дядя по матери — Александр Евстафьевич Смиттен (1803—1846).
    - Дед по матери — Евстафий Евстафиевич фон Смиттен, эстляндский дворянин, участник Семилетней войны.

## Население
| 2002 | 2010 |
| ---- | ---- |
| 0    | ↗1   |

## Инфраструктура
Личное подсобное хозяйство с зоной сельскохозяйственного использования, индивидуальная застройка усадебного типа.

## Транспорт
Деревня доступна автотранспортом.  